# Johann Gottfried Koehler
Johann Gottfried Köhler (Gauernitz, 15 dicembre 1745 – Dresda, 19 settembre 1801) è stato un astronomo tedesco.
La sua importanza è data dal fatto che egli scoprì numerosi ammassi aperti, nebulose e galassie (queste ultime all'epoca considerate anch'esse "nebulose"). Fra gli oggetti più notevoli da lui scoperti vi è l'ammasso M67 e le due galassie ellittiche M59 e M60; queste ultime furono scoperte lo stesso giorno, l'11 aprile 1779. Molti degli oggetti da lui scoperti vennero inclusi nel Catalogo di Messier.
Koehler lavorò anche a fianco del famoso astronomo Johann Elert Bode.
| Controllo di autorità | VIAF (EN) 8167468 · CERL cnp00539242 · GND (DE) 117527858 |